# اختر سست
اختر سست (نام علمی: Canna flaccida) نام یک گونه از سرده اختر است.